# Club Atlético Platense (Uruguay)
Il Club Atlético Platense, meglio noto semplicemente come Platense, è una società calcistica di Montevideo, in Uruguay.

## Palmarès
- Segunda División Amateur de Uruguay: 3
  - 1981, 1994, 2005.
- Divisional Intermedia de Fútbol de Uruguay: 1
  - 1964.
- Divisional Extra de Fútbol de Uruguay: 1
  - 1955.
- Primera "D": 1
  - 1977.